# Kroatië op het Eurovisiesongfestival 1995
Kroatië nam deel aan het Eurovisiesongfestival 1995 in Dublin, Ierland. Het was de 3de deelname van het land op het Eurovisiesongfestival. HRT was verantwoordelijk voor de Kroatische bijdrage voor de editie van 1995.

## Selectieprocedure
De nationale finale werd gehouden in Opatija op 12 maart 1995.
In totaal deden er 20 artiesten mee aan deze finale en de winnaar werd gekozen door televoting.

| Volgorde | Artiest                         | Lied                           | Plaats | Punten |
| -------- | ------------------------------- | ------------------------------ | ------ | ------ |
| 1        | Venera                          | "Ova je pjesma tvoja"          | 17     | 1      |
| 2        | Battifiaca                      | "Još vavek"                    | 13     | 11     |
| 3        | Mucalo                          | "Neka ljubav spaja nas"        | 19     | 0      |
| 4        | Marinela Malić                  | "Mjesec je jak ko afrodizijak" | 19     | 0      |
| 5        | Ivan Mikulić                    | "Ti i ja"                      | 11     | 25     |
| 6        | Leteći odred                    | "Pišem ti pismo"               | 9      | 28     |
| 7        | Stare staze                     | "Ritam ljubavi mi daj"         | 12     | 13     |
| 8        | Latino                          | "Ne kunem ljubav"              | 10     | 27     |
| 9        | Boris Novković & Moonlight Cats | "Pjesma moja to si ti"         | 6      | 58     |
| 10       | Romantic                        | "Telefon"                      | 16     | 2      |
| 11       | Nina Badrić                     | "Odlaziš zauvijek"             | 17     | 1      |
| 12       | Oliver Dragojević               | "Boginja"                      | 2      | 115    |
| 13       | Zrinka                          | "Srce od zlata"                | 3      | 109    |
| 14       | Bumerang                        | "Suzy"                         | 15     | 3      |
| 15       | Julija                          | "Babysitter"                   | 14     | 10     |
| 16       | Davor Radolfi                   | "Tvoje ime kao ime ruže"       | 5      | 71     |
| 17       | Minea                           | "Good Boy"                     | 8      | 36     |
| 18       | Mira Šimić                      | "Oluja"                        | 4      | 102    |
| 19       | Srebrna krila                   | "Ljubav je za ljude sve"       | 7      | 38     |
| 20       | Magazin & Lidija                | "Nostalgija"                   | 1      | 150    |

## In Dublin
In Ierland moest Kroatië optreden als 11de van 23 deelnemers, net na Turkije en voor Frankrijk. Op het einde van de puntentelling bleken ze op een 6e plaats te zijn geëindigd met 91 punten.
Men ontving 3 keer het maximum van de punten.
België had geen punten over voor deze inzending en Nederland nam niet deel in 1995.

### Gekregen punten

#### Finale
| 12 punten                   | 10 punten                         | 8 punten  | 7 punten              | 6 punten |
| --------------------------- | --------------------------------- | --------- | --------------------- | -------- |
| - Malta - Slovenië - Spanje | - Bosnië en Herzegovina - IJsland |           | - Noorwegen - Turkije |          |
| 5 punten                    | 4 punten                          | 3 punten  | 2 punten              | 1 punt   |
| - Cyprus - Griekenland      | - Israël - Portugal               | - Ierland |                       |          |

### Punten gegeven door Kroatië

#### Finale
Punten gegeven in de finale:
| 12 punten | Malta                 |
| 10 punten | Spanje                |
| 8 punten  | Bosnië en Herzegovina |
| 7 punten  | Griekenland           |
| 6 punten  | Rusland               |
| 5 punten  | Turkije               |
| 4 punten  | Israël                |
| 3 punten  | Frankrijk             |
| 2 punten  | Slovenië              |
| 1 punt    | Cyprus                |